# Kamer van volksvertegenwoordigers (samenstelling 1890-1892)

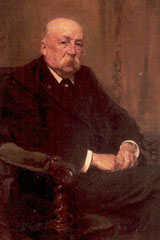
Kamervoorzitter de Lantsheere

De 18de legislatuur van de Belgische Kamer van volksvertegenwoordigers liep van 8 juli 1890 tot 20 mei 1892.
Tijdens deze legislatuur was de regering-Beernaert (oktober 1884 - maart 1894) in functie. Dit was een katholieke meerderheid.

## Verkiezingen
De Kamer van volksvertegenwoordigers telde toen 138 leden. Het nationale kiesstelsel was in die periode gebaseerd op cijnskiesrecht, volgens een systeem van een meerderheidsstelsel, gecombineerd met een districtenstelsel. Iedere Belg die ouder dan 25 jaar was en een bepaalde hoeveelheid cijns betaalde, kreeg stemrecht. Hierdoor was er een beperkt kiezerskorps.
Deze legislatuur volgde uit de verkiezingen van 10 juni 1890. Bij deze verkiezingen werden 69 van de 138 parlementsleden verkozen. Dit was het geval in de kieskringen Gent, Eeklo, Oudenaarde, Aalst, Dendermonde, Sint-Niklaas, Charleroi, Bergen, Doornik, Aat, Thuin, Zinnik, Luik, Verviers, Hoei, Borgworm, Hasselt, Tongeren en Maaseik.

## Zittingen
In de 18de zittingsperiode (1890-1892) vonden drie zittingen plaats. Van rechtswege kwamen de Kamers ieder jaar bijeen op de tweede dinsdag van november. Koning Leopold II riep echter de Kamers bijeen in buitengewone zitting per koninklijk besluit van 23 juni 1890. De openingszitting vond plaats op dinsdag 8 juli 1890 onder voorzitterschap van ouderdomsdeken Victor Van Wambeke, bijgestaan door de jongste leden Emmanuel de Briey en Auguste Raemdonck van Megrode.
| Zitting               | Opening          | Sluiting         |
| --------------------- | ---------------- | ---------------- |
| buitengewone zitting  | 8 juli 1890      | 30 juli 1890     |
| 2de zitting 1890-1891 | 11 november 1890 | 20 augustus 1891 |
| 3de zitting 1891-1892 | 10 november 1891 | 20 mei 1892      |

Normaliter zou deze legislatuur nog tot 1894 duren, maar wegens het voor herziening vatbaar verklaren van artikelen van de Grondwet, met het oog op de invoering van het algemeen meervoudig stemrecht voor mannen, werden beide kamers ontbonden.

## Samenstelling
| Begin legislatuur (1890) | Begin legislatuur (1890) | Begin legislatuur (1890) | Einde legislatuur (1892) | Einde legislatuur (1892) | Einde legislatuur (1892) |
| Fractie                  | Fractie                  | Zetels                   | Fractie                  | Fractie                  | Zetels                   |
| ------------------------ | ------------------------ | ------------------------ | ------------------------ | ------------------------ | ------------------------ |
|                          | Katholieken              | 95                       |                          | Katholieken              | 94                       |
|                          | Liberalen                | 43                       |                          | Liberalen                | 44                       |

Wijzigingen in fractiesamenstelling:
- Op 28 oktober 1890 overlijdt de katholiek Charles Simons. Zijn opvolger wordt de liberaal Charles Graux na buitengewone verkiezing op 24 november 1890.

## Lijst van de volksvertegenwoordigers
| Volksvertegenwoordiger             | Partij    | Kieskring     | Opmerkingen                                                                             |
| ---------------------------------- | --------- | ------------- | --------------------------------------------------------------------------------------- |
| Alfred Guyot                       | Katholiek | Antwerpen     |                                                                                         |
| Edward Coremans                    | Katholiek | Antwerpen     |                                                                                         |
| Maximilien Bausart                 | Katholiek | Antwerpen     | Vervangt vanaf 21 januari 1892 de overleden Victor Jacobs.                              |
| Jean-Baptiste De Winter            | Katholiek | Antwerpen     |                                                                                         |
| Eugène Meeus                       | Katholiek | Antwerpen     |                                                                                         |
| Louis Van den Broeck               | Katholiek | Antwerpen     | Vervangt vanaf 26 mei 1891 de overleden Jan De Laet.                                    |
| Jacques Van den Bemden             | Katholiek | Antwerpen     |                                                                                         |
| Eugène de Decker                   | Katholiek | Antwerpen     |                                                                                         |
| Albert Alexandre Lefebvre          | Katholiek | Mechelen      |                                                                                         |
| Jean Notelteirs                    | Katholiek | Mechelen      |                                                                                         |
| Victor Emile Fris                  | Katholiek | Mechelen      |                                                                                         |
| Alphonse Nothomb                   | Katholiek | Turnhout      |                                                                                         |
| Jean-Baptiste Coomans              | Katholiek | Turnhout      |                                                                                         |
| Petrus Dierckx                     | Katholiek | Turnhout      |                                                                                         |
| Henri de Merode-Westerloo          | Katholiek | Brussel       | Secretaris tot.                                                                         |
| Jean Bilaut                        | Katholiek | Brussel       |                                                                                         |
| Jules de Borchgrave                | Katholiek | Brussel       |                                                                                         |
| Alphonse Casse                     | Katholiek | Brussel       |                                                                                         |
| Jules Desmedt                      | Katholiek | Brussel       |                                                                                         |
| Léon de Somzée                     | Katholiek | Brussel       |                                                                                         |
| Adrien d'Oultremont                | Katholiek | Brussel       |                                                                                         |
| Camille Jacmart                    | Katholiek | Brussel       |                                                                                         |
| Edmond Mesens                      | Katholiek | Brussel       |                                                                                         |
| Edmond Nerincx                     | Katholiek | Brussel       |                                                                                         |
| Eugène Parmentier                  | Katholiek | Brussel       |                                                                                         |
| Ernest Slingeneyer                 | Katholiek | Brussel       |                                                                                         |
| Louis Powis de Tenbossche          | Katholiek | Brussel       |                                                                                         |
| Karel Buls                         | Liberaal  | Brussel       |                                                                                         |
| Charles Graux                      | Liberaal  | Brussel       | Vervangt vanaf 27 november 1890 de overleden Charles Simons (Katholiek).                |
| Paul Janson                        | Liberaal  | Brussel       |                                                                                         |
| Frans Schollaert                   | Katholiek | Leuven        |                                                                                         |
| Jules de Trooz                     | Katholiek | Leuven        |                                                                                         |
| Léon Rosseeuw                      | Katholiek | Leuven        | Vervangt vanaf 30 juli 1891 de overleden Louis Halflants.                               |
| Edouard De Néeff                   | Katholiek | Leuven        |                                                                                         |
| Joseph-Adrien Beeckman             | Katholiek | Leuven        |                                                                                         |
| Georges Snoy                       | Katholiek | Nijvel        | Secretaris.                                                                             |
| Léon Pastur                        | Katholiek | Nijvel        |                                                                                         |
| Eugène Dumont                      | Katholiek | Nijvel        |                                                                                         |
| Emile Henricot                     | Liberaal  | Nijvel        |                                                                                         |
| Amedée Visart de Bocarmé           | Katholiek | Brugge        |                                                                                         |
| Adolphe Declercq                   | Katholiek | Brugge        |                                                                                         |
| Alfred Ronse                       | Katholiek | Brugge        |                                                                                         |
| Julien Liebaert                    | Katholiek | Kortrijk      |                                                                                         |
| Pierre Tack                        | Katholiek | Kortrijk      | Ondervoorzitter.                                                                        |
| Auguste Reynaert                   | Katholiek | Kortrijk      |                                                                                         |
| Jules Vandenpeereboom              | Katholiek | Kortrijk      |                                                                                         |
| Paul Carbon                        | Katholiek | Oostende      |                                                                                         |
| Théophile de Lantsheere            | Katholiek | Diksmuide     | Parlementsvoorzitter.                                                                   |
| Léon Visart de Bocarmé             | Katholiek | Veurne        | Quaestor.                                                                               |
| Auguste Beernaert                  | Katholiek | Tielt         |                                                                                         |
| Maurice Van der Bruggen            | Katholiek | Tielt         |                                                                                         |
| Fernand de Jonghe d'Ardoye         | Katholiek | Roeselare     | Quaestor.                                                                               |
| Alberic Descantons de Montblanc    | Katholiek | Roeselare     |                                                                                         |
| René Colaert                       | Katholiek | Ieper         |                                                                                         |
| Félix Berten                       | Katholiek | Ieper         |                                                                                         |
| Eugène Struye                      | Katholiek | Ieper         |                                                                                         |
| Charles Woeste                     | Katholiek | Aalst         |                                                                                         |
| Victor Van Wambeke                 | Katholiek | Aalst         | Ondervoorzitter.                                                                        |
| Louis De Sadeleer                  | Katholiek | Aalst         | Secretaris.                                                                             |
| Charles Verbrugghen                | Katholiek | Aalst         |                                                                                         |
| Paul Raepsaet                      | Katholiek | Oudenaarde    |                                                                                         |
| Louis Thienpont                    | Katholiek | Oudenaarde    |                                                                                         |
| Ephrem De Malander                 | Katholiek | Oudenaarde    |                                                                                         |
| Paul de Smet de Naeyer             | Katholiek | Gent          |                                                                                         |
| Victor Begerem                     | Katholiek | Gent          |                                                                                         |
| Achille Albert Eeman               | Katholiek | Gent          |                                                                                         |
| Justin Van Cleemputte              | Katholiek | Gent          |                                                                                         |
| Astère Vercruysse de Solart        | Katholiek | Gent          |                                                                                         |
| Désiré Fiévé                       | Katholiek | Gent          |                                                                                         |
| Georges Herry                      | Katholiek | Gent          |                                                                                         |
| Louis de Hemptinne                 | Katholiek | Gent          |                                                                                         |
| Arnold t'Kint de Roodenbeke        | Katholiek | Eeklo         | Vervangt vanaf 5 mei 1891 de overleden Joseph Kervyn de Lettenhove.                     |
| Auguste Raemdonck van Megrode      | Katholiek | Sint-Niklaas  |                                                                                         |
| Stanislas Verwilghen               | Katholiek | Sint-Niklaas  |                                                                                         |
| Joseph Nicolas Van Naemen          | Katholiek | Sint-Niklaas  |                                                                                         |
| Léon De Bruyn                      | Katholiek | Dendermonde   |                                                                                         |
| Philippe De Kepper                 | Katholiek | Dendermonde   |                                                                                         |
| Gustave Vanden Steen               | Katholiek | Dendermonde   |                                                                                         |
| Gustave Sabatier                   | Liberaal  | Charleroi     |                                                                                         |
| Jules Martin Philippot             | Liberaal  | Charleroi     |                                                                                         |
| Edouard Chaudron                   | Liberaal  | Charleroi     |                                                                                         |
| Oscar Deprez                       | Liberaal  | Charleroi     |                                                                                         |
| Léopold Fagnart                    | Liberaal  | Charleroi     |                                                                                         |
| Victor Gillieaux                   | Liberaal  | Charleroi     |                                                                                         |
| Lucien Giroul                      | Liberaal  | Charleroi     |                                                                                         |
| Charles-Xavier Sainctelette        | Liberaal  | Bergen        |                                                                                         |
| Edmond Steurs                      | Liberaal  | Bergen        |                                                                                         |
| Auguste Houzeau de Lehaie          | Liberaal  | Bergen        |                                                                                         |
| Jules Carlier                      | Liberaal  | Bergen        |                                                                                         |
| Arthur Lescarts                    | Liberaal  | Bergen        |                                                                                         |
| Emile Hardy                        | Liberaal  | Bergen        |                                                                                         |
| Gustave Paternoster                | Liberaal  | Zinnik        |                                                                                         |
| Paul Scoumanne                     | Liberaal  | Zinnik        |                                                                                         |
| Jules Thiriar                      | Liberaal  | Zinnik        |                                                                                         |
| Jules Bara                         | Liberaal  | Doornik       |                                                                                         |
| Victor Carbonnelle                 | Liberaal  | Doornik       |                                                                                         |
| Paul Broquet                       | Liberaal  | Doornik       |                                                                                         |
| Charles Dereine                    | Liberaal  | Doornik       |                                                                                         |
| Oswald de Kerchove de Denterghem   | Liberaal  | Aat           |                                                                                         |
| Florimond Durieu                   | Liberaal  | Aat           |                                                                                         |
| Armand Anspach-Puissant            | Liberaal  | Thuin         | Secretaris.                                                                             |
| Georges Warocqué                   | Liberaal  | Thuin         |                                                                                         |
| Eugène Derbaix                     | Katholiek | Thuin         | Verkozen na herstemming op 19 augustus 1890                                             |
| Ferdinand de Macar                 | Liberaal  | Hoei          |                                                                                         |
| Joseph Warnant                     | Liberaal  | Hoei          |                                                                                         |
| Hyacinthe Eugène Cartuyvels        | Katholiek | Borgworm      |                                                                                         |
| Dieudonné Alfred Ancion            | Katholiek | Borgworm      |                                                                                         |
| Walthère Frère-Orban               | Liberaal  | Luik          |                                                                                         |
| Alfred Magis                       | Liberaal  | Luik          |                                                                                         |
| Xavier Neujean                     | Liberaal  | Luik          |                                                                                         |
| Ferdinand Fléchet                  | Liberaal  | Luik          |                                                                                         |
| Émile Jeanne                       | Liberaal  | Luik          | Vervangt vanaf 25 november 1890 Emile Dupont, die lid wordt van de Belgische Senaat.    |
| Julien Warnant                     | Liberaal  | Luik          |                                                                                         |
| Octave Neef-Orban                  | Liberaal  | Luik          |                                                                                         |
| Émile Jamme                        | Liberaal  | Luik          |                                                                                         |
| Léopold Hanssens                   | Liberaal  | Luik          |                                                                                         |
| Léon d'Andrimont                   | Liberaal  | Verviers      |                                                                                         |
| Pierre Joseph Grosfils             | Liberaal  | Verviers      |                                                                                         |
| Charles Léopold Mallar             | Liberaal  | Verviers      |                                                                                         |
| Guillaume Peltzer                  | Liberaal  | Verviers      |                                                                                         |
| Henri de Pitteurs-Hiegaerts        | Katholiek | Hasselt       |                                                                                         |
| Adrien de Corswarem                | Katholiek | Hasselt       |                                                                                         |
| Joris Helleputte                   | Katholiek | Maaseik       |                                                                                         |
| François Meyers                    | Katholiek | Tongeren      |                                                                                         |
| Oscar de Schaetzen                 | Katholiek | Tongeren      |                                                                                         |
| Emile Van Hoorde                   | Katholiek | Bastenaken    |                                                                                         |
| Victor Tesch                       | Liberaal  | Aarlen        |                                                                                         |
| Paul de Favereau                   | Katholiek | Marche        |                                                                                         |
| Winand Heynen                      | Katholiek | Neufchâteau   |                                                                                         |
| Emmanuel de Briey                  | Katholiek | Virton        |                                                                                         |
| Joseph de Riquet de Caraman Chimay | Katholiek | Philippeville | De Riquet de Caraman Chimay overlijdt op 29 maart 1892, maar wordt niet meer vervangen. |
| Louis de Baré de Comogne           | Katholiek | Philippeville |                                                                                         |
| Paul Marie Delvaux                 | Katholiek | Dinant        | Vervangt vanaf 25 maart 1892 de overleden Xavier Victor Thibaut.                        |
| Jules de Montpellier d'Annevoie    | Katholiek | Dinant        |                                                                                         |
| Alphonse de Moreau                 | Katholiek | Namen         |                                                                                         |
| Ernest Mélot                       | Katholiek | Namen         |                                                                                         |
| Ferdinand Dohet                    | Katholiek | Namen         |                                                                                         |
| Auguste Doucet de Tillier          | Katholiek | Namen         |                                                                                         |